# Вила Сан Ђовани (Пескара)
Вила Сан Ђовани (итал. Villa San Giovanni) је насеље у Италији у округу Пескара, региону Абруцо.
Према процени из 2011. у насељу је живело 468 становника. Насеље се налази на надморској висини од 210 м.